# Volle maan (Urbanus)
Volle maan is de vierde lp van Urbanus en kwam uit in 1978. Tekst en muziek zijn geschreven door Urbanus. De productie is van Jan De Wilde, de arrangementen van Jean Blaute.
De plaat is niet apart op cd verschenen, maar verscheen op de Urbanus Verzamelbox, met uitzondering van het nummer 'De Reutelvogel'.

## Tracks
kant A:
- 1. Plezant Liedje Voor Lud
- 2. De Reutelvogel
- 3. Zieltje
- 4. De Kampioen
- 5. De Voetbalmatch

kant B:
- 1. Lieve Jongen
- 2. De Vledermuis
- 3. Serieus Liedje Voor Lud
- 4. Disco-bar
- 5. De Verloving

## Muzikanten
- Urbanus: zang en akoestische gitaar
- Jean Blaute: elektrische gitaar, akoestische gitaar, piano, polymoog en accordeon
- Mich Verbelen: bas
- Stoy Stoffelen: drums
- Lieve Van Steenbergen: bas in 'De Vledermuis'
- Andre Van De Velde: gitaar in 'De Vledermuis'
- Jan De Wilde: Tweede Stem, Negerstem, Enzonogvanalleswa
- Daniel Delmotte: marimba en xylofoon
- Peter Van Eyck: banjo en dobro
- John Sluzny: pedal steel
- Marc Mestrez (Mercine), Nicolas Fissette, François Hendrickx en Edmond Harnie: kopers